# 阿尔纳斯
阿尔纳斯（法語：Arnas，法語發音：[aʁnas]）是法国东部罗讷省的一个市镇，属于索恩河畔自由城区。

## 历史
阿尔纳斯位于索恩河交通要道上，自高卢-罗马时期就已形成村落。

## 地理
阿尔纳斯（46°1'25"N, 4°42'30"E）面积17.52 平方千米，位于法国奥弗涅-罗讷-阿尔卑斯大区罗讷省中部偏北，索恩河畔自由城北侧，索恩河右岸。距离里昂大约30公里。
与阿尔纳斯接壤的市镇（或旧市镇、城区）包括：博尔加尔、法兰、圣乔治德勒南、圣于连、索恩河畔自由城、德尼塞、格莱泽。
阿尔纳斯的时区为UTC+01:00、UTC+02:00（夏令时）。

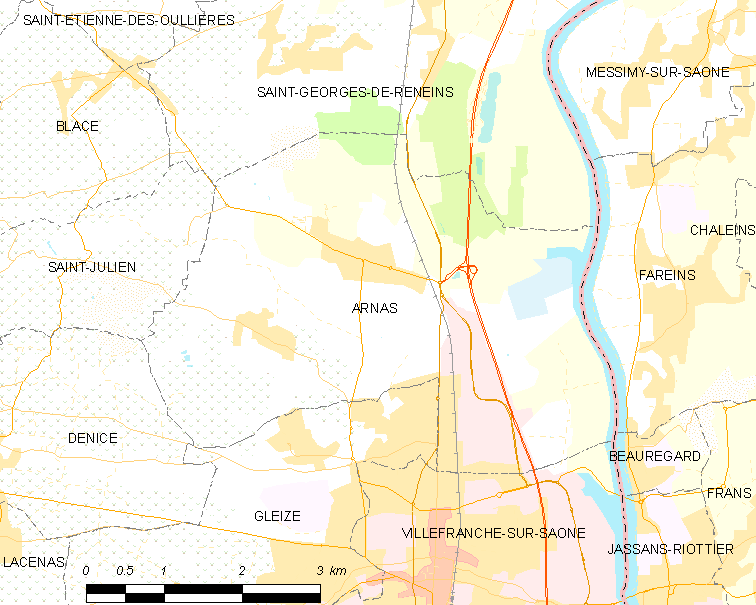
阿尔纳斯的OSM定位图

## 行政
阿尔纳斯的邮政编码为69400，INSEE市镇编码为69013。

## 政治
阿尔纳斯所属的省级选区为格莱泽县。

## 经济
阿尔纳斯市镇的东侧设有经济开发区。

## 交通
法国国家A6高速公路经过阿尔纳斯东部并设有出入口。索恩河畔自由城城市公交的2路经过阿尔纳境内并全年运行。

## 社会

### 教育
阿尔纳市镇范围内设有一所公立幼儿园和一所公立小学。

### 医疗
博若莱综合医院（法語：La Polyclinique du Beaujolais）设于阿尔纳斯境内。

## 人口

1962-2008年间阿尔纳斯人口变化图示

阿尔纳斯于2022年1月1日时的人口数量为4408人。